# Barbus toppini
Barbus toppini är en fiskart som beskrevs av Boulenger, 1916. Barbus toppini ingår i släktet Barbus och familjen karpfiskar. IUCN kategoriserar arten globalt som livskraftig. Inga underarter finns listade.